# Isuzu Hombre
Der Isuzu Hombre ist ein Pick-up auf Basis des Chevrolet S-10, den General Motors in seinem Werk in Shreveport, Louisiana, USA für Isuzu produzierte. Er ersetzte den im damals gemeinsam mit Subaru betriebenen Subaru of Indiana Automotive Werk gebauten Isuzu Faster und wurde nur in Nordamerika angeboten. Im Gegensatz zur Chevrolet S-Serie gab es den Hombre nur mit einer kleineren Modellpalette und Ausstattungspaketen.
Der Hombre unterschied sich von der S-Serie und dessen GM-Schwestermodellen im Frontbereich durch andere Scheinwerfer, Kühlergrill und Stoßfänger.
Die Kotflügel waren ebenfalls anders geformt, was auch zu unterschiedlichen Heckfenstern führte, da diese mit dem Radlauf abgestimmt sein mussten. Diese Konstruktion war die gleiche wie beim brasilianischen Chevrolet S10. 
Der Hombre hatte je nach Version die Chevrolet S-Serie 15 × 7 Stahlräder (in schwarz statt silber lackiert), oder die S-10 Aluminium-Räder, jeweils mit Isuzu-Logo Nabenkappen.
Als Antrieb kam ein Vierzylinder-Reihenmotor mit 2,2 l Hubraum und einer Leistung von 118–120 PS (87–88 kW) in Verbindung mit einem 5-Gang-Schaltgetriebe und Frontantrieb zum Einsatz. 1997 und 1998 war auch ein V6-Motor mit 4,3 Liter Hubraum und einer Leistung von 140–190 PS (110–140 kW) in Verbindung mit einer 4-Stufen-Automatikgetriebe und Allradantrieb erhältlich.